# Magdalena Roghman
Magdalena Roghman (Amsterdam, 1632 – na 1669) was een Nederlandse tekenaar en graveur.

## Leven en werk
Roghman werd 13 januari 1632 gedoopt in de Nieuwe Kerk (Amsterdam) als dochter van de graveur Henrick Lambertsz Roghman en Maria Jacobs Savery. Haar moeder was een telg van de kunstenaarsfamilie Savery. 
Ze maakte, net als haar oudere broer en zus Roelant en Geertruydt Roghman, gravures. Er zijn slechts twee prenten van haar bekend, deze behoren tot de collectie van het Rijksprentenkabinet in Amsterdam.
Roghman ging in 1669 in Amsterdam in ondertrouw met Jan Roelof Heister. Het is niet bekend of zij kinderen kreeg en waar en wanneer zij overleed.